# Valle di Trafoi
La Valle di Trafoi è una valle alpina laterale della Val Venosta, in Trentino Alto-Adige, nelle Alpi orientali (Alpi Retiche meridionali, Alpi dell'Ortles, gruppo Ortles-Cevedale), che prende il nome dall'omonima frazione del comune di Stelvio. Fa parte del Parco nazionale dello Stelvio, è attraversata dal Rio Trafoi, che nasce dal passo dello Stelvio ed è alimentato dallo scioglimento delle nevi del gruppo montuoso dell'Ortles. Il passo dello Stelvio a ovest la collega alla Valle del Braulio in territorio lombardo.